# Prakash Jiwa
Prakash Jiwa (* 21. Mai 1970 in Rugby, Vereinigtes Königreich) ist ein indischer Dartspieler.

## Karriere
Prakash Jiwa schied 2010 als Amateur bei den UK Open in der ersten Runde aus. Bei der PDC Qualifying School konnte er sich Anfang des Folgejahres eine Tour Card sichern, als er am letzten Tag im Finale Adam Hunt besiegte. Bei den UK Open Qualifiers 2012 spielte er sich zweimal ins Viertelfinale und schlug dabei unter anderem Gary Anderson. Bei den UK Open 2012 unterlag er in seinem einzigen Spiel jedoch mit 2:4 gegen Mark Barilli. Trotz zwei Viertelfinalteilnahmen bei den Players Championships verlor er seine Tour Card. Bei einem Qualifikationsturnier der European Tour spielte Jiwa im April 2013 sein bisher einziges Nine dart finish. 2014 folgte ein Finale auf der Challenge Tour. Nachdem Jiwa sich Anfang 2015 erneut über die Q-School eine Tourkarte sicherte, konnte er sich für das Dutch Darts Masters 2015 qualifizieren. Bei seinem Debüt auf der European Tour schied er gegen John Henderson knapp aus. Da Jiwa in der Folgezeit wenig Preisgeld erspielen konnte, musste er 2017 wieder an der Q-School teilnehmen. Dort konnte er sich seine Tour Card am ersten Tag direkt wieder erspielen. Doch wieder konnte Jiwa keine ausreichenden Resultate erzielen, weshalb er Anfang 2019 wieder seine Tour Card abgeben musste und bei der folgenden Q-School erfolglos blieb. Nach weiteren erfolglosen Q-School-Teilnahmen trat Jiwa 2022 beim Amateur-Qualifier für die UK Open an. Jedoch ohne Qualifikation für das Endturnier. Das weitere Jahr über spielte Jiwa auf der Challenge Tour. Ende Oktober konnte er sich beim indischen WM-Qualifier gegen Nitin Kumar durchsetzen und sich damit für die PDC World Darts Championship 2023 qualifizieren. Gegen Madars Razma gelang ihm jedoch nur der Gewinn eines Satzes.
Mitte Januar 2023 nahm Jiwa an der PDC Qualifying School teil. Er spielte sich hierbei über die Rangliste in die Final Stage, wo er bis zum letzten Tag Chancen auf die Tour Card hatte. Nachdem er jedoch im Halbfinale des vierten Tages ausgeschieden war, stand fest, dass Jiwa 2023 ohne Tour Card verbringen muss. Dafür vertrat er im Sommer 2023 erstmals sein Land beim World Cup of Darts, wie die PDC verkündete. Er und sein Teampartner Amit Gilitwala trafen in ihrer Gruppe auf Patrik Kovács und Levente Sárai aus Ungarn und Matt Campbell und Jeff Smith aus Kanada. Insgesamt gewannen die Inder dabei lediglich ein Leg und schieden als Gruppenletzte aus.
Außerdem nahm er regelmäßig an den Turnieren der Challenge Tour teil und spielte sich dabei einmal ins Viertelfinale. Die Challenge Tour Order of Merit schloss er mit 1.275 £ auf Rang 85 ab. Dafür spielte er Ende Oktober erneut den Indian Qualifier für die PDC World Darts Championship 2024 und gewann diesen im Finale mit 6:1 gegen Bhaval Patel.
Am 22. November 2023 wurde Jiwa jedoch von der Darts Regulation Authority (DRA) von der Teilnahme an sämtlichen Dartsturnieren ausgeschlossen, da er in Verbindung mit verdächtigen Wetteinsätzen bei der Modus Super Series gebracht wird. Am 26. November 2023 wurde dann seitens der PDC verkündet, dass er aus diesem Grund nicht an der WM teilnehmen kann.
Im März 2025 wurde er von der DRA wegen Spielmanipulationen und Wetten auf Spiele bis zum 6. November 2031 gesperrt und muss eine Geldstrafe von 17.741,61 £ zahlen.

## Weltmeisterschaftsresultate

### PDC
- 2023: 1. Runde (1:3-Niederlage gegen  Madars Razma)